# 관리회계
관리회계(管理會計, 영어: management accounting, managerial accounting)란 경영자의 내부자원 관리에 대한 의사결정과 부서 및 개인의 실적 평가를 위해 회계정보를 구별, 측정, 분석하는 과정이다. 내부 경영자를 위한 정보를 생성한다는 면에서 외부 이해관계자를 위한 정보를 생성하는 재무회계와 구별된다.

## 같이 보기
- 원가회계
- 재무회계
- 세무회계